# Plein jeu
Plein jeu – orgonaregiszter; a francia romantika mixtúrája. Bő méretű prinzipálok alkotják a benne található sorokat; amely leggyakrabban alap és kvint, bizonyos esetekben kiegészülve terc-, vagy szeptimsorral. Ez a regiszter általában a redőnyművön foglalt helyet, sok nyelvregiszterrel együtt; s a többi ajakregiszternek kölcsönzött nyelves karaktert a terc-, és szeptimsorával. Általában 4’ vagy 2 2/3’ magasságról indul. Anyaga ón; sorainak jellege nyitott; alakja bő méretű principál; hangja kissé nazális, erőteljes.